# Sundarbans
Le Sundarbans sono la più grande foresta di mangrovie del mondo. La foresta, classificata dal WWF come ecoregione (codice ecoregione: IM1406), si estende sul delta dei fiumi Gange, Brahmaputra e Meghna, in regioni appartenenti al Bangladesh e allo stato del Bengala Occidentale, in India. La regione è inclusa nella lista Global 200 con il nome di  Mangrovie delle Sundarbans.
Essa è un Patrimonio dell'umanità dell'UNESCO dal 1997, anche se la zona appartenente al Bangladesh e quella appartenente all'India sono elencati fra i Patrimoni dell'UNESCO con due nomi differenti (Sundarbans nel primo caso, Parco nazionale delle Sundarbans nel secondo, che fa parte della lista fin dal 1987), anche se fondamentalmente essi sono semplicemente due parti della stessa foresta.
Le Sundarbans sono intersecate da una complessa rete di vie d'acqua soggette a maree, distese fangose e piccole isole di foreste di mangrovie adattate all'acqua salata, un ottimo esempio di processi ecologici ancora in corso. L'area è famosa per la sua enorme varietà di fauna: ospita il maggior predatore terrestre del continente asiatico, la tigre del Bengala (Panthera tigris tigris), ma vi si possono trovare anche numerose specie di cetacei, cervidi, uccelli, coccodrilli e serpenti.

## L'ecosistema
Le Sundarbans costituiscono un ecosistema complesso. Esse sono divise fra il Bangladesh (per il 62%) e l'India (per il restante 38%); a sud incontrano il golfo del Bengala, a est confinano col fiume Baleswar mentre a nord terminano in aree densamente coltivate. Il drenaggio naturale delle aree a monte del delta è impedito da argini artificiali e polder. L'area totale delle Sundarbans è di poco più di 6.000 chilometri quadrati, dei quali oltre 4.100 di terreni asciutti e quasi 1.900 di acque (fiumi, canali, ecc.). I fiumi delle Sundarbans sono un punto d'incontro fra l'acqua dolce (che proviene dal Gange) e l'acqua salata del golfo del Bengala.
In termini di biodiversità le Sundarbans non hanno eguali fra le altre foreste di mangrovie. La foresta ha anche funzioni protettive e produttive: la sua superficie costituisce il 51% delle foreste del Bangladesh, il 41% delle entrate derivanti dallo sfruttamento delle foreste e il 45% di tutto l'export di legname del paese (FAO 1995). Una grande quantità di industrie si basa sul legname ottenuto dall'ecosistema delle Sundarbans, mentre l'indotto generato dalla foresta costituisce un fondamentale introito per oltre mezzo milione di abitanti delle poverissime regioni costiere del Bangladesh. Oltre a questo, le Sundarbans sono una protezione naturale contro i cicloni che affliggono il paese.
Benché comunque le Sundarbans siano per la maggior parte libere di abitazioni umane e benché sia in vigore un accordo per la chiusura del 70% della foresta allo sfruttamento da parte della popolazione, passate ricerche hanno rivelato che ci sono stati notevoli cali delle due specie più "commerciali" di mangrovie, pari a quasi il 50% fra il 1959 e il 1985. Inoltre, benché sia in vigore un altro trattato per il bando totale della caccia e della cattura di qualunque tipo di animale che non siano pesci o alcuni invertebrati, gli stessi studi denunciano che vi è stato un notevole calo di biodiversità e una perdita di specie (in particolare 6 mammiferi e un rettile durante il XX secolo), oltre a un calo della qualità ecologica dell'originaria foresta di mangrovie.
L'isola di Lohachara è stata sommersa dal Golfo del Bengala a partire dai primi anni ottanta.

## Flora
La foresta di mangrovie si caratterizza per la prevalenza di Heritiera fomes, localmente nota some sundari, una specie molto ricercata per il suo legname, che rappresenta circa il 70% delle specie arboree di questa ecoregione; ad essa si accompagnano Avicennia, Xylocarpus granatum, Sonneratia apetala, Bruguiera gymnorrhiza, Ceriops decandra, Aegiceras corniculatum, Rhizophora mucronata e la palma Nypa fruticans.

## Fauna

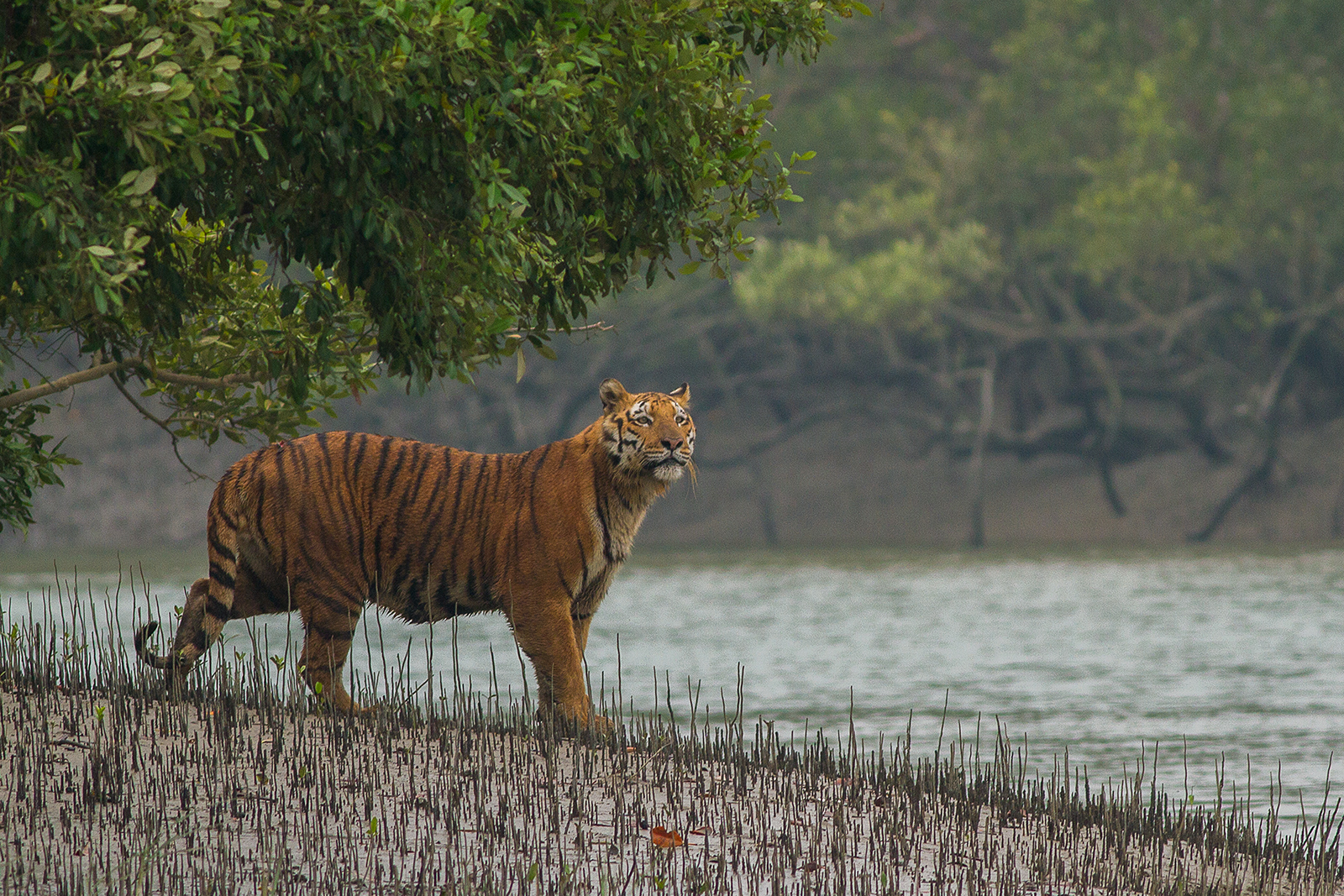
Tigre del Bengala

Le Sundarbans ospitano diverse specie di mammiferi, il più significativo dei quali è la tigre del Bengala (Panthera tigris tigris), di cui, secondo una stima del 2004, esistono circa 700 esemplari Le tigri di questa regione hanno una triste e meritata fama di "mangiatrici di uomini" e sono l'unico esempio di grandi felini adattati alla vita tra le mangrovie. Tra i mammiferi presenti merita inoltre una menzione il platanista del Gange (Platanista gangetica), delfino di acqua dolce che si muove abilmente nelle acque fangose del suo habitat, grazie all'ecolocazione.
Tra i rettili presenti vi sono il coccodrillo estuarino (Crocodylus porosus), il coccodrillo palustre (C. palustris), il gaviale del Gange (Gavialis gangeticus) e il varano d'acqua (Varanus salvator).
L'avifauna annovera oltre 170 specie differenti tra cui l'endemico martin pescatore alibrune (Pelargopsis amauroptera), il marabù minore (Leptoptilos javanicus), il rallo tuffatore asiatico (Heliopais personatus), il falco pescatore (Pandion haliaetus), l'aquila pescatrice panciabianca (Haliaeetus leucogaster) e l'aquila pescatrice testagrigia (Ichthyophaga ichthyaetus).

## Storia
La mattina del 15 novembre 2007 il ciclone Sidr si abbatté sulla foresta, devastando circa un quarto dell'intera superficie..

## Letteratura
- Gran parte della trama del romanzo di Amitav Ghosh, Il paese delle maree, ma anche del romanzo "L'isola dei fucili", si svolge nelle Sundarbans.
- Buona parte del romanzo I misteri della jungla nera di Emilio Salgari si svolge nelle Sundarbans, come parti di altri romanzi appartenenti al ciclo indo-malese dello stesso autore.
- All'interno del romanzo Vita di Pi, di Yann Martel, una tigre delle Sundarbans è tra le figure chiave all'interno della storia.